# All-Pro
All-Pro é um termo usado na National Football League (NFL) para os melhores jogadores em cada posição durante a temporada regular de futebol americano dos Estados Unidos, formando um tipo de "Seleção da temporada". As listas começaram a ser feitas na década de 1920 por jornalistas esportivos. Também existe o 2nd Team All-Pro que contam com o segundo melhor candidato de cada posição.